# Lactarius indigo
Lactarius indigo je široko razširjena gliva iz družine golobičarke, ki raste na območju Severne in Srednje Amerike ter Vzhodne Azije. Raste tako v listnatih kot tudi v iglastih gozdovih, kjer tvori mikorizni odnos z mnogimi vrstami dreves. Meso je obarvano temno modro pri mlajših primerkih do svetlo modro-sivo pri starejših primerkih. Značilnost vseh vrst v rodu mlečnic je mleko oz. lateks, ki mezi iz tkiva glive po mehanski poškodbi (npr. pri zarezi). Pri L. indigo je mleko indigo modre barve, ki pa postane zelene barve po izpostavitvi zraku. Je užitna goba in ena pomembnejših poljščin, ki jo prodajajo na kmečkih trgih v Mehiki, Gvatemali in na Kitajskem.

## Taksonomija in nomenklatura
L. indigo je ameriški mikolog de Schweinitz leta 1822 poimenoval kot Agaricus indigo, nato pa jo je švedski mikolog Fries premestil v rod mlečnic. Nemški botanik Kuntze je glivo poimenoval kot Lactifluus indigo leta 1891 v svoji razpravi Revisio Generum Plantarum, vendar predlagano ime ni bilo splošno sprejeto. Leta 1960 sta Hesler in Smith med raziskovanjem mlečnic v Severni Ameriki uvrstila glivo kot tipsko vrsto podrazvrstitve Caerulei v rodu mlečnic, ki jo označujeta modro mleko ter lepljivi in modri klobuk. Leta 1979 sta reorganizirala podrazvrstitve v rodu mlečnic ter uvrstila glivo v podrod Lactarius glede na barvo mleka in njegovo spremembo barve po izpostavitvi zraku.
Vrstno ime indigo izhaja iz latinske besede indicus color, kar dobesedno pomeni indijska barva, tj. modro barvilo za tekstilne izdelke, oz. poenostavljeno indigo modra barva. V osrednjem delu Mehike je znana kot añil, azul, hongo azul, zuin in zuine, v Veracruzu in Puebli pa tudi kot quexque.

## Značilnosti
Kot pri vse drugih glivah se tudi L. indigo razvije iz nodula, ki se razvije v podzemnem miceliju, omrežju hif, ki tvorijo podgobje glive. Pri ustreznih pogojih, tj. pri ustrezni temperaturi in vlažnosti ter zadostni količini hranilnih snovi, se razvije plodno telo podgobja, imenovanega bazidiokarp (plodišče oz. trosnjak pri prostotrosnicah). Klobuk, ki ima premer od 5–15 cm, je v začetku izbočen (konveksen), pozneje pa se na sredini vboči (tj. pojavi se depresija). Robovi klobuka so pri mladih primerkih zavihani navznoter, ščasoma pa se odvihajo in obrnejo navzgor. Osrednje vbočenje postane pri starih primerkih tako globoko, da postane oblika klobuka lijakasta, potem ko se robovi odvihajo in obrnejo navzgor. Površina klobuka je v svežem stanju indigo modre barve, zatem pa zbledi do sivo- oz. srebrno-modre barve, včasih so prisotne tudi zelene pege. Pogosto so prisotne koncentrične črte, ki razdelijo površino klobuka na izmenjujoče se svetlejše in temnejše kolobarje, poleg tega pa so nemalokrat prisotne še temnejše pege proti robu. Mladi primerki so lepljivi na otip.
Meso je belkaste do modrikaste barve in po izpostavitvi zraku počasi postane zelenkasto ter ima blago kisel okus. Celotno meso je trdno, vendar se ga z lahkoto pretrga, prav tako se brez težav loči klobuk od beta. Mleko oz. lateks, ki se izceja iz poškodovanega tkiva, je prav tako indigo modre barve, po kratkem času pa obarva tkivo zelenkasto; tako kot meso ima tudi mleko blago kisel okus. Za L. indigo je značilno, da ne proizvaja toliko mleka kot druge vrste iz rodu mlečnic, poleg tega pa je pri starejših primerkih lahko mleko skorajda popolnoma odsotno.
Trosovnica (himenij) je lahko bodisi neposredno priraščena na bet bodisi se prirašča na njega. Je indigo modre barve, s staranjem pa zbledi oz. se obarva zeleno pri poškodbi. Bet je visok od 2–6 cm in širok od 1-2,5 cm, pri dnišču je lahko zožen. Tudi bet je indigo modre do sivo- oz. srebrno modre barve. Notranjost beta je trdna in polna, s staranjem pa postane votla. Kot klobuk je tudi bet na začetku lepljiv oz. spolzek na otip, vendar se ščasoma osuši. Spoj klobuka in beta je centriran, čeprav je lahko postavljen rahlo izven središča. Razmnoževalne strukture so brez vonja.
Lactarius indigo var. diminutivus je manjša sorta obravnavane glive, s premerom klobuka od 3–7 cm ter z 1,5-4 dolgim in 0,3–1 cm širokim betom. Pogosta je v Virginiji. Prvič je sicer bila odkrita v  Brazoria County, Teksas, poleg blatnih jarkov pod travo in plevelom, z borom vrste Pinus taeda v bližini.

### Mikroskopske značilnosti
Pri gledanju s prostim očesom (npr. pri odtisku spor) so spore kremaste do rumene barve. Pod svetlobnim mikroskopom so spore prozorne in eliptične, skorajda okrogle oblike, imajo amiloidne izrastke in so velikosti 7-9 µm x 5,5-7,5 µm. Z vrstičnim elektronskim mikroskopom so vidne mrežaste (retikularne) strukture.
Trosovnica je plodni del plodišča in je zgrajena iz hif, ki segajo v lističe. V njej so vidni različni tipi celic, s pomočjo katerih lahko ugotovimo oz. razlikujemo določene vrste med sabo, v primeru da so makroskopske lastnosti nejasne. Bazidiji so velikosti 37-45 µm x 8-10 µm, na vršičkih pa se nahajajo 4 spore. Cistide so končne (terminalne) celice hif v trosovnici, v kateri ne nastajajo spore, pač pa služijo temu, da olajšajo raznašanje spor in da zagotavljajo primerno vlažnost okoli nastajajočih spor. Plevrocistide so cistide koničaste oblike in velikosti 40-56 µm x 6,4-8 µm, ki se nahajajo na površini lističev. Heilocistide so prisotne v velikem številu na robu lističev in merijo 40-56 µm x 6,4-8 µm.

### Podobne vrste
Zaradi značilne modre barve plodišča in mleka lahko L. indigo zlahka ločimo od ostalih podobnih vrst iz rodu L. indigo. Srebrno-modra L. paradoxus, ki raste na vzhodnem delu Severne Amerike, ima sivo-modri klobuk v zgodnjem obdobju, vendar ima rdečkasto-rjavo do vijolično-rjavo mleko in trosišče. L. chelidonium ima rumenkast oz. temno rumeno-rjavi do modro-sivi klobuk ter rumenkasto do rjavo mleko. L. quieticolor ima modro obarvano meso pri klobuku in oranžno do rdeče-oranžno meso pri dnišču beta. Čeprav je izrazito modro obarvanje pri L. indigo redko v okviru rodu mlečnic, so bile v zadnjem času odkrite nove vrste na polotoški Maleziji z modrim mlekom ali mesom (npr. L. cyanescens, L. lazulinus in L. mirabilis).

## Življenjski prostor in ekologija
Življenjski prostor L. indigo se razteza po južnem in vzhodnem delu Severne Amerike, vendar je najbolj pogosta blizu Mehiškega zaliva in v Mehiki. Dokaj pogosta je tudi v Apalačih. V Arizoni raste blizu borov vrste Pinus Ponderosa, medtem ko v Kaliforniji tovrsten odnos ni bil opažen. Raste tudi na Kitajskem, v Indiji, Gvatemali, in Kostariki, pretežno v hrastovih gozdovih. Glede na sezonski pojav plodišč v subtropskih gozdovih v Mehiki je največja proizvodnja spor v deževnem obdobju med junijem in septembrom.
L. indigo tvori mikorizni odnos z različnimi drevesi, tj. vzpostavi se mutualizem med drevesi, ki predstavljajo gostitelja in dajejo glivi hranila v obliki ogljikovih hidratov, nastalih pri fotosintezi, medtem ko posreduje gliva drevesu vodo z raztopljenimi minerali in aminokislinami. Podzemeljske hife tvorijo sloj tkiva okoli korenin drevesa, kar imenujemo ektomikoriza. Tovrstna tesna zveza je še posebej ugodna za drevo, saj gliva s pomočjo posebnih encimov mineralizira organske spojine in tako olajša prenos hranilnih snovi do drevesa.
Raste tako v listnatih kot tudi v iglastih gozdovih, in sicer posamično ali v skupini. Dokaj pogosto rastejo tudi na poplavnih ravnicah, ki so bile poplavljene nedavno. V Mehiki tvori mikorizni odnos z Alnus jorullensis, Carpinus caroliniana, virginijskim gabrom ter z Liquidambar macrophylla, v Gvatemali s Pinus pseudostrobus ter drugimi vrstami hrastov in borov, v Kostariki pa s hrasti rodu Quercus. Pod nadzorovanimi laboratorijskimi pogoji tvori mikorizni odnos z neotropskimi vrstami borov, kot so P. ayacahuite, P. hartwegii, P. oocarpa in P. pseudostrobus ter z evrazijskimi vrstami borov, kot so alepski bor, črni bor, obmorski bor in rdeči bor.

## Užitnost
L. indigo je znana užitna goba, ki ima rahlo kisli ali pekoči okus ter grobo in zrnato sestavo mesa. Meso je pri pripravi jedi najboljše narezati na tanke rezine. Modra barva izgine med kuhanjem, zaradi česar postane meso sivkasto. Zaradi zrnate sestave mesa ni primerna za sušenje. Primerke z obilno vsebnostjo mleka se lahko uporabi za dodajanje barve marinadi.
V Mehiki prodajajo L. indigo na kmečkih trgih, navadno od junija do novembra kot »drugorazredno« poljščino. Prodajajo jo tudi na tržnicah v Gvatemali od maja do oktobra. ter v Yunnanu v jugozahodni Kitajski kot eno od trinajstih vrst mlečnic.

### Sestavine
V splošnem vsebuje gliva okoli 95,1 % vode, 4,3 mg maščob na gram gobe (mg/g) ter 13,4 mg/g beljakovin. Vsebuje tudi 18,7 mg/g hranilnih vlaknin, kar je veliko več v primerjavi z dvotrosnim kukmakom (tj. 6,6 mg/g). V primerjavi z naravnim užitnimi gobami, kot so rdečkasta mušnica, Boletus frostii in Ramaria flava, vsebuje L. indigo največ nasičenih maščobnih kislin, pri čemer nosi stearinska kislina z 32,1 mg/g največji delež, kar je malo več kot polovica celokupne vrednosti maščobnih kislin.
Modro barvo daje (7-izopropenil-4-metilazulen-1-il)metil stearat, organska lipofilna spojina, znana tudi kot azulen. Njegova prisotnost je edinstvena za L. indigo, kljub temu pa se podobna spojina nahaja v L. deliciosus.